# Gyrtona phaeozona
Gyrtona phaeozona är en fjärilsart som beskrevs av George Francis Hampson 1905. Gyrtona phaeozona ingår i släktet Gyrtona och familjen nattflyn. Inga underarter finns listade i Catalogue of Life.